# Макоев, Геннадий Темурканович
Геннадий Темурканович Макоев (род. 29 сентября 1948, Ленинград) — советский и российский каскадёр, постановщик трюков, актёр, член профессиональной ассоциации каскадёров России, победитель первого Чемпионата каскадёров СССР (1983 год)
Победитель в номинации канала «МTV-Россия» за 2006 год (лучшая схватка года) — к\к «Волкодав из рода Серых Псов».
Победитель в номинации канала «MTV-Россия» за 2008 год (лучшая драка года) — к\к «Мы из будущего».
Начиная с 1978 года принимал участие в съемках более чем в 200 кинокартинах.

## Обучение
В 1987 году окончил НГУ им. П. Ф. Лесгафта.

## Биография
Впервые снялся в кино в качестве каскадёра в 1978 году на «Одесской киностудии» в трёхсерийном музыкальном телефильме «Д’Артаньян и три мушкетёра», где также сыграл во второй серии эпизодическую роль мажордома, произнеся знаменитую фразу: «Вторая часть Мерлезонского балета!». С тех пор в качестве каскадёра и актёра принимал участие в съёмках более, чем 200 кинокартин. В качестве актёра играл так же в Драматическом театре «Остров».
Выдвинулся на выборах в Государственную Думу 2021 по Центральному округу Санкт-Петербурга от партии Коммунисты России.
Живёт и работает в Санкт-Петербурге.

## Избранная фильмография (выборка)

### Каскадёр
- 1978 — Д’Артаньян и три мушкетёра
- 1981 — Комендантский час
- 1983 — Семён Дежнёв
- 1985 — Дикий ветер
- 1985 — Русь изначальная
- 1986 — Левша
- 1986 — Борис Годунов
- 1990 — Битва трёх королей
- 1991 — Действуй, Маня!
- 1992 — Вверх тормашками
- 1992 — Цена сокровищ
- 1992— Тихий Дон
- 1993 — Мафия бессмертна
- 1993 — Сыскное бюро «Феликс»
- 1995 — Золотой глаз
- 1995 — Городок
- 1997 — Чистилище
- 2001 — Привет, малыш!
- 2000 — 2001 — Убойная сила 2
- 2001 — Убойная сила 3
- 2002 — Антикиллер
- 2002 — Спецназ
- 2002 — Между жизнью и смертью (Беларусь)
- 2002 — Убойная сила 4
- 2002 — Пейзаж с убийством
- 2002 — Тайная сила
- 2003 — Игра без правил
- 2004 — Пираты Эдевельса
- 2006 — Волкодав из рода Серых Псов
- 2007 — Дюймовочка
- 2008 — Мы из будущего
- 2008 — Тарас Бульба
- 2009 — Царь[3]
- 2009 — Хозяйка тайги
- 2015 — Тихий Дон

### Постановщик трюков
- 1981 — Комендантский час
- 1983 — Семён Дежнёв
- 1983 — Я тебя никогда не забуду
- 1985 — Дикий ветер
- 1985 — Неимеющий чина — руководитель группы каскадеров
- 1986 — Левша
- 1987 — Тайна золотой горы
- 1991 — Большое золото мистера Гринвунда
- 1992 — Вверх тормашками
- 1993 — Мафия бессмертна
- 1999 — Казачья быль
- 2002 — Тайная сила
- 2002 — Спецназ
- 2003 — Игра без правил
- 2006 — Волкодав из рода Серых Псов
- 2007 — Дюймовочка
- 2008 — Мы из будущего
- 2009 — Царь[3]
- 2009 — Хозяйка тайги
- 2015 — Тихий Дон

### Роли в кино
- 1978 — Д’Артаньян и три мушкетёра — мажордом
- 1982 — Пространство для манёвра — приятель Алика
- 1983 — Семён Дежнёв — эпизод
- 1985 — Дикий ветер — эпизод
- 1985 — Тайна золотой горы — эпизод
- 1985 — Фотография на память — пассажир электрички задержавший Колю, бывший десантник
- 1986 — Левша — эпизод
- 1986 — Письма мёртвого человека — старший офицер
- 1990 — Письма трёх королей — офицер португальцев
- 1990 — Кошмар в сумасшедшем доме — бригадир рэкетиров из банды "Хромого"
- 1991 — Дикое поле — татарин
- 1991 — Житие Александра Невского — эпизод
- 1992 — Вверх тормашками — санитар
- 1992 — Цена сокровищ — эпизод
- 1993 — Мафия бессмертна — Юрий Иванович
- 1997 — Чистилище — эпизод
- 1997 — 1998 — Улицы разбитых фонарей — эпизод
- 1998 — 1999 — Агент национальной безопасности — киллер (в серии Махаон)
- 2002 — Пейзаж с убийством — "Старшой"
- 2002 — Улицы разбитых фонарей-4 (20-я серия) — Петрович
- 2003 — Игра без правил — офицер ФСБ
- 2004 — Пираты Эдельвейса — гестапо
- 2006 — Волкодав из рода Серых Псов — Жадоба
- 2006 — Коллекция — подручный Бориса Аркадьевича
- 2006 — Синдикат — Леонид Беркутов
- 2007 — Морские дьяволы 2 — Гавриленков
- 2007 — Возвращение мушкетёров, или Сокровища кардинала Мазарини — эпизод
- 2008 — Серебро — Косач
- 2008 — Тарас Бульба — эпизод
- 2008 — Серебро (Путь на Мангазею) — Косач
- 2009 — Запрещённая реальность — генерал Приворыкин
- 2009 — Хозяйка тайги — Грач
- 2009 — Царь — эпизод
- 2010 — Литейный 4 (сезон 4) — Васильев
- 2010 — Страховщики — Анатолий Федорович Маришкин, генерал-майор
- 2011 — Литейный 4 (сезон 5) — Виктор Степанович Смолин
- 2011 — Сплит — Фоменко, прокурор
- 2011 — Чужой район — генерал
- 2012 — Кулинар — Перестин, хозяин бойцовского клуба
- 2012 — Честь самурая — Александр Дерябин ("Саша-Тепловоз"), главарь бандитской группировки
- 2012 — Улицы разбитых фонарей 12 — старик
- 2012 — Чужой район 2 — генерал-лейтенант Малыхин
- 2013 — Шаман 2 — Харченко
- 2013 — Шерлок Холмс — старший судмедэксперт[3]
- 2014 — Инквизитор — Афанасий Федорович Баринов, полковник в отставке, крестный Каменева
- 2017 — Бабушка лёгкого поведения — Кулагин, полковник
- 2017 — Кровавая барыня — генерал-губернатор Москвы

## Работы в Драматическом театре «Остров»
- «Король умирает» Э.Ионеско — охранник
- «Трансакция» Беккета, Аррабаля, Пинтера, Киза — санитар
- «Седьмая Квартира» Б. Попова — Тимур
- «Кастручча» А. Володина — Ретроград
- «Гамлет» В. Шекспира — придворный
- «Холодная зима 37-го» М. Булгакова — Никита и Бенкендорф[3]